# Homem-Aranha Mangá
Homem-Aranha Mangá (Spider-Man: The Manga, em inglês) é um mangá japonês escrito e ilustrado por Ryoichi Ikegami, que recontou a história do Homem-Aranha, herói da Marvel, em um ambiente japonês. Foi publicado originalmente no Japão de janeiro de 1970 a setembro 1971 na Monthly Shōnen Magazine. Em 1998, a Mythos Editora publicou 4 números do mangá no Brasil.